# Vladimir Borisovič Frederiks
Vladimir Borisovič Frederiks, in russo  Владимир Борисович Фредерикс? (San Pietroburgo, 28 novembre 1838 – Kauniainen, 5 luglio 1927), è stato un generale russo, ministro di corte dello zar Nicola II.

## Biografia
Nato in una famiglia della nobiltà finlandese - suo padre, grande proprietario terriero, era generale di fanteria e fu governatore di Pietroburgo - studiò con precettori privati e dal 1856 militò nel reggimento delle guardie a cavallo. Colonnello nel 1869, lasciò il reggimento nel 1871 per diventare aiutante di campo di Alessandro II. Generale dal 1875, fu scudiero di corte dal 1891 al 1893, poi vice-ministro e infine ministro di corte dal 1896. Consigliere di Stato dal 1905, fu fatto conte nel 1913.
Intimo di Nicola II e della sua famiglia, giudicato dal ministro Vitte incapace di comprendere « non solo il contenuto di un discorso, ma anche i fatti più elementari », allo scoppio della prima guerra mondiale fu al fianco dell'imperatore nel quartier generale di Mogilёv e il 15 marzo 1917 fu presente alla sua abdicazione. Arrestato a Homel' il 22 marzo, venne interrogato dalla commissione d'inchiesta istituita dal governo provvisorio che, giudicandolo affetto da demenza senile, ordinò la sua liberazione.
Nel 1924 ottenne il permesso di lasciare l'Unione Sovietica. Stabilitosi in Finlandia, vi morì il 5 luglio 1927.